# 望峰乡
望峰乡，是中华人民共和国湖南省衡陽市衡山县下辖的一个乡镇级行政单位。
2015年11月18日，岭坡乡、望峰乡成建制合并设立岭坡乡。

## 行政区划
望峰乡下辖以下地区：
横铺村、仁字村、大良村、灯山村、望峰村、望峰桥村、日江村、青石村、黄垅村、石坳村、中峰村、高坪村和登峰村。